# Vera Karalli

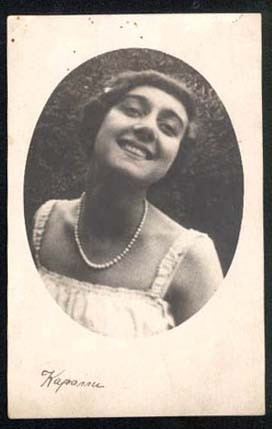
Vera Karalli

Vera Alexeyevna Karalli (russisch Вера Алексеевна Каралли, verh. Schischkin; * 27. Juli 1889 in Moskau; † 16. November 1972 in Baden bei Wien) war eine russische Tänzerin, Choreografin und Stummfilmschauspielerin in den frühen Jahren des 20. Jahrhunderts.

## Karriere

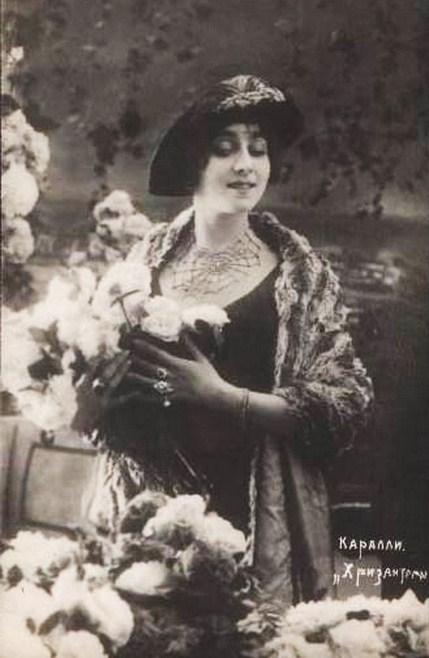
Vera Karalli in „Krizantemy“ (1914)

Geboren wurde Karalli in eine Moskauer Künstlerfamilie: ihr Vater A. M. Karalli-Tortov war Direktor des Wolkow-Theaters in Jaroslawl, ihre Mutter Olga Nikolajevna Karalli (geb. Krushenkova) war Schauspielerin. Karalli absolvierte 1906 die Ausbildung in der Moskauer Theaterschule unter der Leitung des Choreographen Alexander Gorski. Im Ensemble Ballets Russes von Sergei Pawlowitsch Djagilew trat sie in den Auslandstourneen der Jahre 1909, 1919 und 1920 auf. Zugleich arbeitete sie am Bolschoi-Theater, wurde nach zwei Jahren Solotänzerin und 1915 Ballerina im Bolschoi-Ballett. Ihr Tanzpartner war oftmals der bekannte Tänzer Mikhail Mordkin.
Im Jahr 1914 begann Karalli auch eine erfolgreiche Schauspielkarriere und wurde zu einer der ersten gefeierten Filmschauspielerinnen Russlands. Ihre erste Rolle bekam sie 1914 im Drama "Ты помнишь ли?" (deutsch: „Erinnern Sie sich?“) unter der Regie von Pyotr Chardynin als weiblicher Gegenpart zum erfolgreichen Schauspieler Iwan Iljitsch Mosschuchin. Zwischen 1914 und 1919 trat Vera Karalli in ungefähr sechzehn russischen Stummfilmen auf, darunter auch in einer 1915 erstellten Fassung von Leo Tolstois Krieg und Frieden unter der Regie von Jakow Alexandrowitsch Protasanow. Ihre letzte Filmrolle hatte sie in der deutschsprachigen Produktion „Die Reiche einer Frau“ im Jahr 1921. Als gesuchte Darstellerin bekam sie oftmals Hauptrollen vom bekannten Regisseur Jewgeni Bauer, womit sie für ihre darstellerischen Leistungen in „Posle smerti“ (deutsch „Nach dem Tode“) nach einer Erzählung Iwan Turgenews und die Rolle der Gizella in „Umirajuschtschi lebed“ (deutsch „Der sterbende Schwan“), einem Melodram aus 1917, bekannt wurde.

## Beteiligung an Rasputins Tod

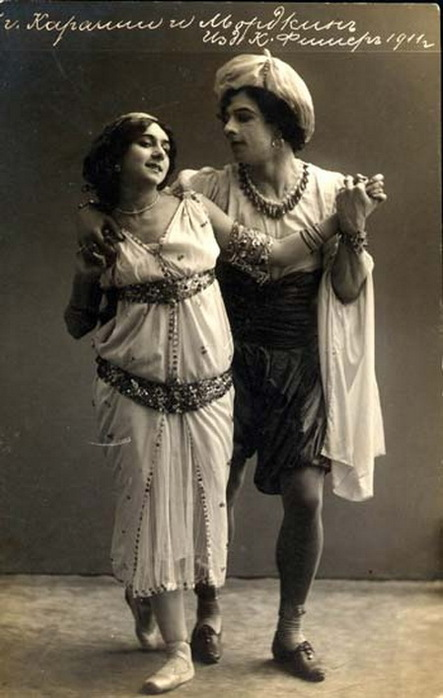
Postkarte aus den 1910ern

Karalli war eine Geliebte von Großfürst Dmitri Pawlowitsch Romanow und mutmaßlich an der Ermordung Rasputins im Dezember 1916 beteiligt. Angeblich war sie eine jener beiden Frauen, die in der Nacht von Rasputins Ermordung im Palast von Felix Jussupow anwesend waren. Die andere Frau war möglicherweise die adelige Schauspielerin Marianne Pistohlkors. Die mutmaßlichen Drahtzieher des Komplottes nannten aber nie die Namen der beiden Frauen.

## Exil
Im Zuge der Oktoberrevolution floh Karalli in den Westen, wo sie unter dem Pseudonym Vera Caroly im Stummfilmdrama „Die Rache einer Frau“ von Robert Wiene an der Seite von Olga Engl und Franz Egenieff spielte – dies war ihre letzte Filmrolle.
1920 nahm Karalli zusammen mit russischen Künstlern, darunter der Opernsängerin und Tänzerin Maria Kuznetsova, an einem großen Wohltätigkeitskonzert in der Pariser Opéra Garnier teil, um mit dem Erlös verarmten russischen Emigranten zu helfen.
In den 1920er Jahren unterrichtete  Karalli Tanz und Ballett in Kaunas, Litauen, und von 1930 bis 1935 war sie Ballettmeisterin an der Opera Națională București in Bukarest, Rumänien. Zwischen 1938 und 1941 lebte Karalli in Paris und ließ sich später in Wien nieder, wo sie ebenfalls Ballett unterrichtete. Sie starb 1972 in Baden bei Wien und wurde auf dem Wiener Zentralfriedhof beigesetzt.
Verheiratet war sie mit dem wohlhabenden Kaufmann Boris Schischkin aus Nikolajew.

## Filmographie
- 1914: Ты помнишь ли? (Ty pomnish' li?) (deutsch: „Erinnern Sie sich?“)
- 1914: Сорванец (Sorvanets)
- 1914: Хризантемы (Krizantemy)
- 1915: После смерти (Posle smerti) (deutsch: „Nach dem Tode“)
- 1915: Война и мир (Voyna i mir) (deutsch „Krieg und Frieden“)
- 1915: Наташа Ростова (Natasha Rostova)
- 1915: Тени греха (Teni grekha)
- 1915: Обожжённые крылья (Obozhzhenniye krylya)
- 1915: Любовь статского советника (Lyubov statskogo sovetnika)
- 1915: Счастье вечной ночи (Schastye vechnoy nochi)
- 1915: Драконовский контракт (Drakonovskiy kontrakt)
- 1916: Гриф старого борца (Grif starogo bortsa)
- 1917: Король Парижа (Korol Parizha)  (deutsch: „Der König von Paris“)
- 1917: Умирающий лебедь (Umirayushchii Lebed) (deutsch: „Der sterbende Schwan“)
- 1917: Набат (Nabat)
- 1918: Мечта и жизнь (Mechta i zhizn)
- 1919: La Nuit du 11 septembre (deutsch: „Die Nacht des 11. Septembers“)
- 1921: Die Rache einer Frau